# جرج استیج
جرج استیج (به انگلیسی: Georg Stage) یک کشتی است که طول آن ۵۴ متر (۱۷۷ فوت) می‌باشد. این کشتی در سال ۱۹۳۴ ساخته شد.